# Acacia mazatlana
Acacia mazatlana är en ärtväxtart som beskrevs av Marcus Eugene Jones. Acacia mazatlana ingår i släktet akacior, och familjen ärtväxter. Inga underarter finns listade i Catalogue of Life.